# Österreichische Gesellschaft für Europapolitik
Die Österreichische Gesellschaft für Europapolitik (ÖGfE), gegründet im Jahr 1991, ist ein parteipolitisch unabhängiger Verein auf sozialpartnerschaftlicher Basis in Wien. 
Zielbestimmungen der Österreichischen Gesellschaft für Europapolitik sind die Förderung und Unterstützung einer nachhaltigen EU-Informationspolitik und der Dialog über aktuelle europapolitische Fragen und deren Relevanz für Österreich.  
Die Gesellschaft wird von der Oesterreichischen Nationalbank und den österreichischen Sozialpartnern finanziert.
Das Tätigkeitsfeld der ÖGfE umfasst die Veröffentlichung von Analysen und Stellungnahmen zu aktuellen europapolitischen Themen, die Organisation von Vortragsveranstaltungen (Europa Club Wien, Europa Club Uni) und Seminaren, Meinungsforschung (österreichweite Umfragen), die Herausgabe der wissenschaftlichen Publikationsreihe "ÖGfE-Policy Briefs", die Erstellung von Themen-Factsheets sowie ein regelmäßiges Monitoring des Abstimmungsverhaltens der österreichischen Europa-Abgeordneten. Die ÖGfE erstellt Informationsangebote für Schulen (Wanderausstellungen, Folder) und hält Workshops (u. a.) an Berufsschulen ab. Die ÖGfE ist europäisch vernetzt und Mitglied des European Policy Institute Network (EPIN) sowie assoziiertes Mitglied der Trans European Policy Studies Association (TEPSA).
Generalsekretär der ÖGfE ist Paul Schmidt, ehemaliger stellvertretender Leiter der Repräsentanz der Oesterreichischen Nationalbank in Brüssel. Präsident der Gesellschaft war bis September 2019 Klaus Liebscher; Vizepräsidenten sind Mariana Kühnel und Valentin Wedl. In den Gremien der ÖGfE sind u. a. Eva Nowotny, Johann Farnleitner und Miguel Herz-Kestranek vertreten.
Im September 2019 wurde Ewald Nowotny vom Vorstand zum Präsidenten der ÖGfE gewählt. Klaus Liebscher, der nach elf Jahren seine Funktion als Präsident zurücklegte, wurde von der ÖGfE-Generalversammlung zum Ehrenpräsidenten gewählt.